# Oxford vs. Cambridge Boat Race
Oxford versus Cambridge Boat Race (eller The Boat Race, eller Kaproning på Themsen) er en årlig rokonkurrence mellem Oxford Universitys roklub og Cambridge Universitys roklub. 
Den første konkurrence blev arrangeret i 1829, og efter 1856 har der været årlige konkurrencer. Distancen som ros er de 6.779 m fra Putney til Mortlake.
Den første optagelse af arrangementet er kortfilmen The Oxford and Cambridge University Boat Race fra 1895.